# روابط بلژیک و روسیه
روابط بلژیک و روسیه به روابط خارجی دوجانبه بین دو کشور بلژیک و روسیه اطلاق می‌شود. روسیه دارای سفارت در بروکسل و یک سرکنسولگری در آنتورپ است، در حالی که بلژیک دارای سفارت در مسکو و یک سرکنسولگری در سن پترزبورگ است.
هر دو کشور عضو کامل شورای اروپا و سازمان امنیت و همکاری در اروپا هستند. هردو کشور با یکدیگر روابط خوبی دارد.

## تاریخ

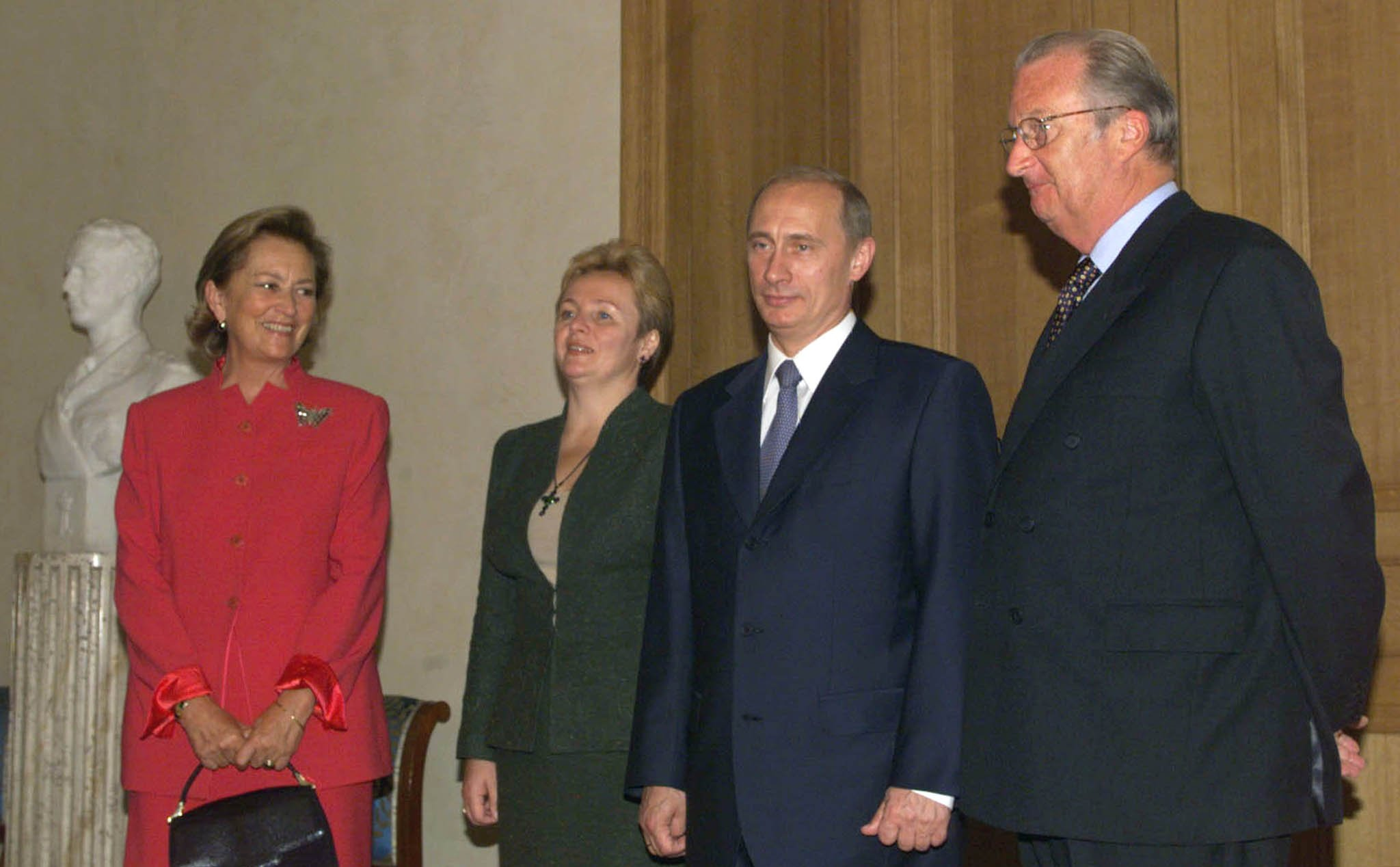
ولادیمیر پوتین رئیس‌جمهور با پادشاه سابق آلبرت دوم و همسران وی در حالی که در اکتبر ۲۰۰۱ از بروکسل بازدید می‌کرد.

تماس‌های سطح بالا بین بلژیک و روسیه از اوایل قرن هجدهم آغاز شد، زمانی که پیتر بزرگ در سال ۱۷۱۷ از هلند جنوبی بازدید کرد. از جمله شهرهایی که وی بازدید کرد بروکسل و آبگرم بود. پیتر در اسپا اثر خود را برجای گذاشت، وقتی بنایی با رواق بر روی چشمه اصلی بنا کرد، محلی‌ها به افتخار وی آن را به پوهون پیر له گراند تغییر نام دادند. روابط دیپلماتیک بین بلژیک و امپراتوری روسیه در سال ۱۸۵۳ برقرار شد زمانی که میخائیل ایرینهویچ خرپتوویچ به عنوان اولین فرستاده امپراتوری روسیه در بروکسل در ۱۹ مارس ۱۸۵۳ منصوب شد

## روابط تجاری
در سال ۲۰۰۴، تجارت بین دو کشور بالغ بر ۴٫۷۵ میلیارد یورو بود و که نسبت به سال قبل ۱٫۱۸ میلیارد یورو افزایش داشت و روسیه در تجارت دو جانبه ۱٫۵۱ میلیارد یورو مازاد تجاری داشت. صادرات روسیه به بلژیک عمدتاً کالاهایی شامل کالاهای معدنی (۳۷٪)، سنگهای قیمتی و نیمه قیمتی (۲۲٪)، فلزات آهنی و غیر آهنی (۱۷٪) و محصولات شیمیایی (۸٪) بود. واردات روسیه از بلژیک از تجهیزات صنعتی (۲۵٪)، مواد شیمیایی و دارویی (۱۸٪)، محصولات پلاستیکی و لاستیک (۹٪)، مواد غذایی (۸٪) و حمل و نقل (۸٪) تشکیل شده‌است. در سال ۲۰۰۴، بلژیک ۳۰ درصد از نفت و گاز طبیعی خود را از روسیه وارد کرد، اگرچه به‌طور عمده بازار لکه دار است. ارتباطات حمل و نقل هوایی بین دو کشور وجود دارد، هواپیمایی آئروفلوت و بروکسل پروازهای بین دو شهر مسکو و بروکسل را انجام می‌دهند.